# Pergalumna rotunda
Pergalumna rotunda är en kvalsterart som beskrevs av František Starý 2005. Pergalumna rotunda ingår i släktet Pergalumna och familjen Galumnidae. Inga underarter finns listade i Catalogue of Life.